# Skovrider
En skovrider er i Danmark en person, som med administrativ selvstændighed styrer et skovdistrikt og afgør, hvilke arbejder der skal udføres, hvornår og hvorledes de skal iværksættes og hvilket vederlag, der kan ydes for arbejdet. Skovrideren forestår den langsigtede planlægning og udarbejdelsen af strategiske rammer for skovdriften (træartsvalg, bevoksningsbehandling, foryngelsesmetoder mm). Skovrideren disponerer over de indvundne effekter, indkasserer og udbetaler penge eller anviser beløbene til ind- eller udbetaling ved skovkassereren. Skovrideren fører bog over distriktets drift og aflægger regnskab for den. I de fleste tilfælde administrerer skovrideren også jagten på distriktet.
Tidligere lønnedes skovridere ofte mest med emolumenter og forskellige sportler, derefter kom der en bevægelse i retning af fast løn, og senere er der tendens til at give skovrideren andel i udbyttet.
For at blive skovrider må man almindeligvis være dansk forstkandidat, selv om der hverken for statsskovbruget eller endnu mindre for privatskovbruget findes noget egentligt lovbud herom.
Som regel styrer skovrideren kun én ejers skove, men der forekommer dog ikke få tilfælde, hvor en skovriders virkeområde er sammensat af to eller flere skovejendomme.